# 대한민국 여자 핸드볼 국가대표팀
대한민국 여자 핸드볼 국가대표팀은 대한민국을 대표해 국제 대회에 참가하는 여자 핸드볼 국가 대표팀이다. 아시아 핸드볼 연맹 소속 국가 대표팀 중 최강의 실력을 보유하고 있으며  1984년 하계 올림픽 때 처음 올림픽에 참가한 이래 2012년까지 줄곧 4위 안에 드는 성적을 올렸다. 아시아 국가 중 유일하게 올림픽(2회)과 세계 선수권 대회(1회)에서 우승한 팀이며 특히 1988년 하계 올림픽과 1995년 세계 여자 핸드볼 선수권 대회에서 비유럽권 최초로 우승을 차지했다.

## 대회 기록
| 연대     | 올림픽                             | 세계 선수권                                                  | 아시안 게임              | 아시아 선수권                              |
| 1970년대 | 1976 : 예선 탈락                   | 1957 - 1978 : 예선 탈락                                      |                          |                                            |
| 1980년대 | 1980 : 예선 탈락 · 1984 : · 1988 : | 1982 : 6위 1986 : 11위                                       |                          | 1987 : · 1989 :                            |
| 1990년대 | 1992 : · 1996 :                    | 1990 : 11위 · 1993 : 11위 · 1995 : · 1997 : 5위 · 1999 : 9위 | 1990 : · 1994 : · 1998 : | 1991 : · 1993 : · 1995 : · 1997 : · 1999 : |
| 2000년대 | 2000 : 4위 · 2004 : · 2008 :       | 2001 : 15위 · 2003 : · 2005 : 8위 · 2007 : 6위 · 2009 : 6위  | 2002 : · 2006 :          | 2000 : · 2002 : · 2004 : · 2006 : · 2008 : |
| 2010년대 | 2012 : 4위 2016 : 예선 탈락        | 2011 : 11위 2013 : ?                                         | 2010 : · 2014 : · 2018 : | 2010 : · 2012 :                            |

## 선수 명단
- 감독 : 이계청
- 코치 :
- 골키퍼 : 이민지, 박새영, 정진희
- 레프트윙 : 신은주
- 센터백/레프트백 : 강경민, 김다영, 신진미, 한미슬, 조은빈, 우빛나
- 라이트백 : 류은희, 강은서
- 라이트윙 : 전지연, 송지영
- 피봇 : 강은혜, 김보은, 송해리

## 같이 보기
- 우리 생애 최고의 순간 - 2004년 올림픽 당시 선수단을 그린 영화